# 재팬 풋볼 리그
재팬 풋볼 리그(일본어: ジャパンフットボールリーグ, JFL)는 1992년부터 1998년까지 존재했던 일본 축구리그다. J리그와 지역 리그 사이 격 리그로 알려져 있는 부분도 많으나 사실 아마추어, 프로 가리지 않는 전국리그다. 1999년에 기존의 재팬 풋볼 리그를 개편한 일본 풋볼 리그(日本フットボールリーグ)와 영어 약자가 똑같아 구JFL, 신JFL로 구분하기도 한다.

## 설명
1993년에 본래의 일본 사커 리그(JSL)를 일본 최고 리그인 J리그로 만들겠다는 일본축구협회의 계획에 따라 JSL를 개편한 형태로 1992년에 만들었다.
1992년에 JSL 1부, 2부 총 28개팀 중 J리그에 참가하지 않겠다고 한 18팀과 전국 지역 리그 결승에 진출한 오사카 가스와 세이노 운수를 넣은 20개팀으로 시작했다.
발족 당시에는 J리그 진출을 꿈꾸지만 아직 준비 부족이었던 팀, J리그 발족시 10팀에서 빠진 팀, J리그에 참가하지 않는 사회인 지역 클럽을 상대로 시작했다. 하지만 J리그 진출을 꿈꾸는 팀이 많아 사실상 J리그의 2부 리그 격 역할을 많이 했다. 1992~93년에는 실력을 나눠 1부, 2부 리그로 운영했지만 1994년부터 리그를 통합했다.
1999년 J리그의 J2 발족, 신JFL으로 개편으로 인해 1998년에 마지막 시즌을 보냈다.

## JFL에 참가했던 클럽
괄호안은 JFL 활동 년도다.

### J리그에 가맹한 클럽
- 도시바 축구부 → 콘사도레 삿포로 (1992~1997년, 1992,93년에는 JFL 1부)
- 히타치 제작소 축구부 → 히타치 FC 가시와 레이솔 → 가시와 레이솔 (1992~1994, 1992,93년은 JFL 1부)
- 후지타 축구 클럽(쇼난 벨마레) → 벨마레 히라츠카(후에 쇼난 벨마레) (1992~1993)
- 중앙 방범 축구부(후지에다 브룩스) → 후쿠오카 브룩스 → 아비스파 후쿠오카(1992~1995, 1992년 JFL 2부,1993년은 JFL 1부)
- 야마하 FC → 주빌로 이와타 (1992~93년 JFL 1부)
- 교토신코클럽 → 교육 연구사 FC 교토 퍼플상가 → 교토 퍼플 상가(후에 교토 상가 FC) (1992년 JFL 1부, 93년은 JFL 2부)
- 얀마 디젤 축구부 → 세레소 오사카(1992~1994년, 1992,93년은 JFL 1부)
- 카와사키 제철 축구부 → 비셀 고베(1992~1996년, 1992,93년은 JFL 2부)

### J2에 참가한 클럽
- 브란멜 센다이 → 베갈타 센다이 (1995~1998년)
- NEC 야마가타 축구부 → 몬테디오 야마가타 (1994~1998년)
- NTT 관동 축구부 → 오미야 아르디자 (1992~1998년　1992,93년은 JFL 2부)
- 도쿄 가스 축구부 → FC 도쿄 (1992~1998년　1992,93년은 JFL 1부)
- 후지쯔 축구부 → 후지쯔 가와사키 풋볼 클럽 → 가와사키 프론탈레 (1992~1998년, 1992,93년은 JFL 1부)
- 고후 축구 클럽 → 방포레 고후 (1992~1998년, 1992,93년은 JFL 2부)
- 알비렉스 니가타 (1998년)
- 사간 도스 (1997~1998년)
- 오이타 FC (다이분 오이타) → 오이타 트리니타 (1996~1998년)

### 신JFL에 참가한 클럽
- 소니 센다이FC (1998년)
- 미토 홀리헉 (1997~1998년)
- 고쿠시칸 대학 축구부 (1998년)
- 자트코 FC (1997~1998년)
- 혼다기켄 공업 하마마츠 축구부 (1992~1998, 1992년은 JFL 1부, 1993년은 JFL 2부)
- 일본 덴소 축구부 → 덴소사커부 (후에 FC 카리야) (1996~1998년)
- 오오츠카 제약 축구부 → 오오츠카 FC 보르티스 토쿠시마(후에 오오츠카 제약 축구부 → 도쿠시마 보르티스) (1992~1998년, 1992, 93년은 JFL 1부)

### 강등 및 해체된 클럽
- 후쿠시마 FC (1995~1997년, 해체)
- NKK 축구부 (1992~1993년 (1992년은 JFL 1부, 1993년은 JFL 2부), 해체)
- 도호 티타늄 축구부 (1992~1993년 JFL 2부, 지역 리그로 강등)
- 도요타 자동차 히가시 후지FC (1993년 JFL 2부로 강등)
- 세이노 운수 축구부 (1992~1997년(1992,93년은 JFL 2부), 해쳬)
- 코스모 석유 축구부 → 코스모 석유 욧카이치 FC (1992~1996년(1992, 93년은 JFL 2부)　해체)
- 오사카 가스 축구부 (1992년 JFL 2부, 지역 리그로 강등)
- 타나베 제약 축구부 (1992 JFL 2부, 지역 리그로 강등)
- PJM퓨쳐즈 → 도스 퓨처즈 (1993~1996년, 1993년은 JFL 2부)